# Антонова Олександра Іванівна
Антонова Олександра Іванівна (1 січня 1991) — російська ватерполістка.
Учасниця Олімпійських Ігор 2012 року. Бронзова медалістка Чемпіонату світу з водних видів спорту 2011 року. Чемпіонка Європи 2010 року.